# جون إي. سوانسون
جون إي. سوانسون (بالإنجليزية: Jon E. Swanson)‏ هو قائد مروحية ‏ أمريكي، ولد في 1 مايو 1942 في سان أنطونيو في الولايات المتحدة، وتوفي في 26 فبراير 1971 في كمبوديا.